# Ciconia abdimii

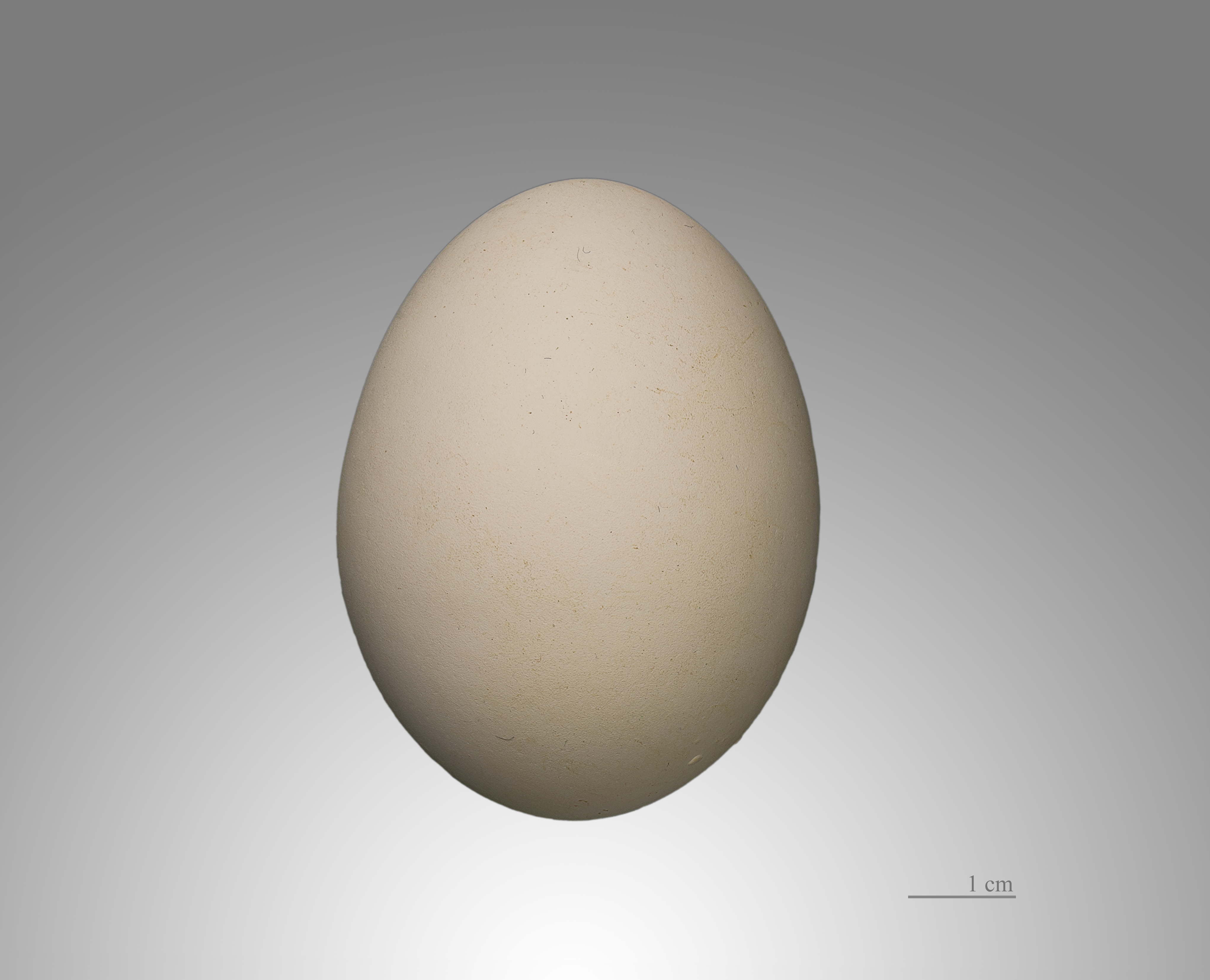
Uovo di Ciconia abdimii

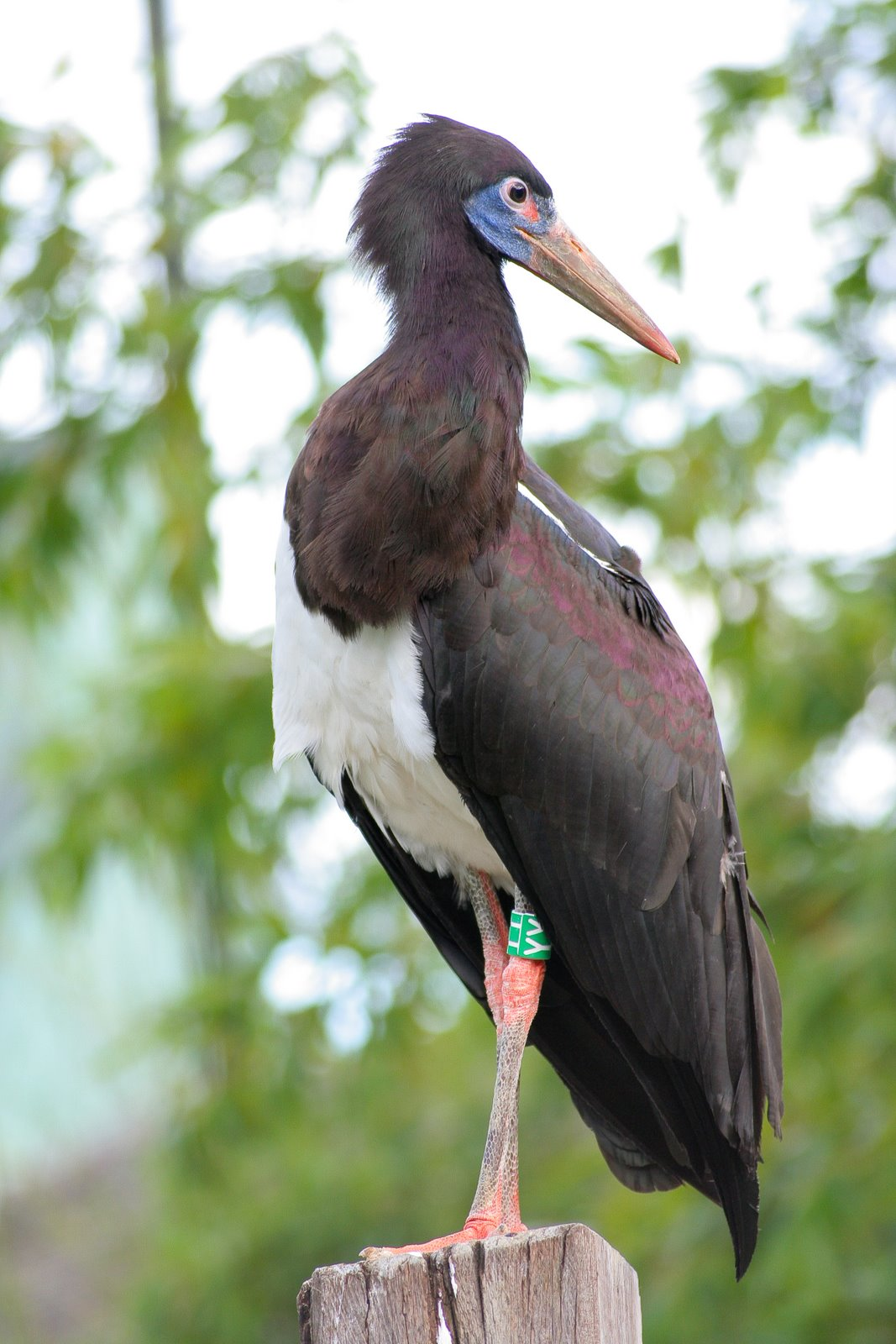
Esemplare di Ciconia abdimii allo zoo di Londra.

La cicogna di Abdim (Ciconia abdimii Lichtenstein, 1823), detta anche cicogna ventrebianco, è un uccello della famiglia Ciconiidae.
Il nome commemora il governatore turco di Wadi Halfa, in Sudan, Bey El-Arnaut Abdim (1780-1827).

## Distribuzione e habitat
È diffusa nelle aree aperte di tutta l'Africa orientale, dall'Etiopia al Sudafrica.

## Descrizione
È una cicogna nera con zampe grigie, ginocchia e piedi rossi, becco grigio e ventre bianco. Davanti agli occhi è presente una zona di pelle nuda di colore rosso e durante il periodo riproduttivo vi è anche un'altra zona glabra di colore blu vicino al becco. Pur essendo un grosso uccello, è la cicogna più piccola del mondo: è lunga 73 cm e pesa solamente poco più di 1 kg. La femmina è leggermente più piccola del maschio.

## Biologia

### Alimentazione
La dieta di questo uccello è primariamente insettivora e consiste di locuste, cavallette e altri grossi insetti; occasionalmente può predare anche piccoli vertebrati come uccelli, rane, lucertole, piccoli roditori.

### Riproduzione
Depone da due a tre uova. 

## Conservazione
La cicogna di Abdim è ben tollerata e protetta dai nativi africani, che la considerano portatrice di pioggia e di buona sorte.
Molto diffusa e comune in tutto il suo vasto areale, nella Lista Rossa della IUCN è valutata come "specie a rischio minimo" (Least Concern).